# Olli Lyytikäinen
Tenho Olavi Olli Lyytikäinen, född 12 juni 1949 i Heinävesi i Finland, död 9 januari 1987 i Helsingfors, var en finländsk målare, tecknare och fotograf.
Olli Lyytikäinens familj flyttade från Heinävesi till Esbo 1961.Han var självlärd som målare och hade sin första separatutställning 1971 på galleriet Cheap Thrills i Helsingfors. Han slog igenom med utställningen Från Afrika till evigheten på Cheap Thrills 1973. Han studerade fotografi 1981–82.
Olli Lyytikäinen tillhörde konstnärsgruppen Skördemännen, som var aktiv på 1970-talet. Han deltog i Venedigbiennalen 1986. Lyytikäinen är representerad vid bland annat Göteborgs konstmuseum.

### Uppslagsverk
- ”Lyytikäinen, Olli”. Biografiskt lexikon för Finland. Helsingfors: Svenska litteratursällskapet i Finland. 2008–2011. URN:NBN:fi:sls-4296-1416928956902
- Lyytikäinen, Olli i Uppslagsverket Finland (webbupplaga, 2012). CC-BY-SA 4.0